# 宮本旅人
宮本 旅人（みやもと たびと、1907年（明治40年）8月31日 - 1982年（昭和57年）9月13日は、日本の作詞家。本名は宮本 護（みやもと まもる）。
代表作にディック・ミネや石原裕次郎が歌った「旅姿三人男」がある。

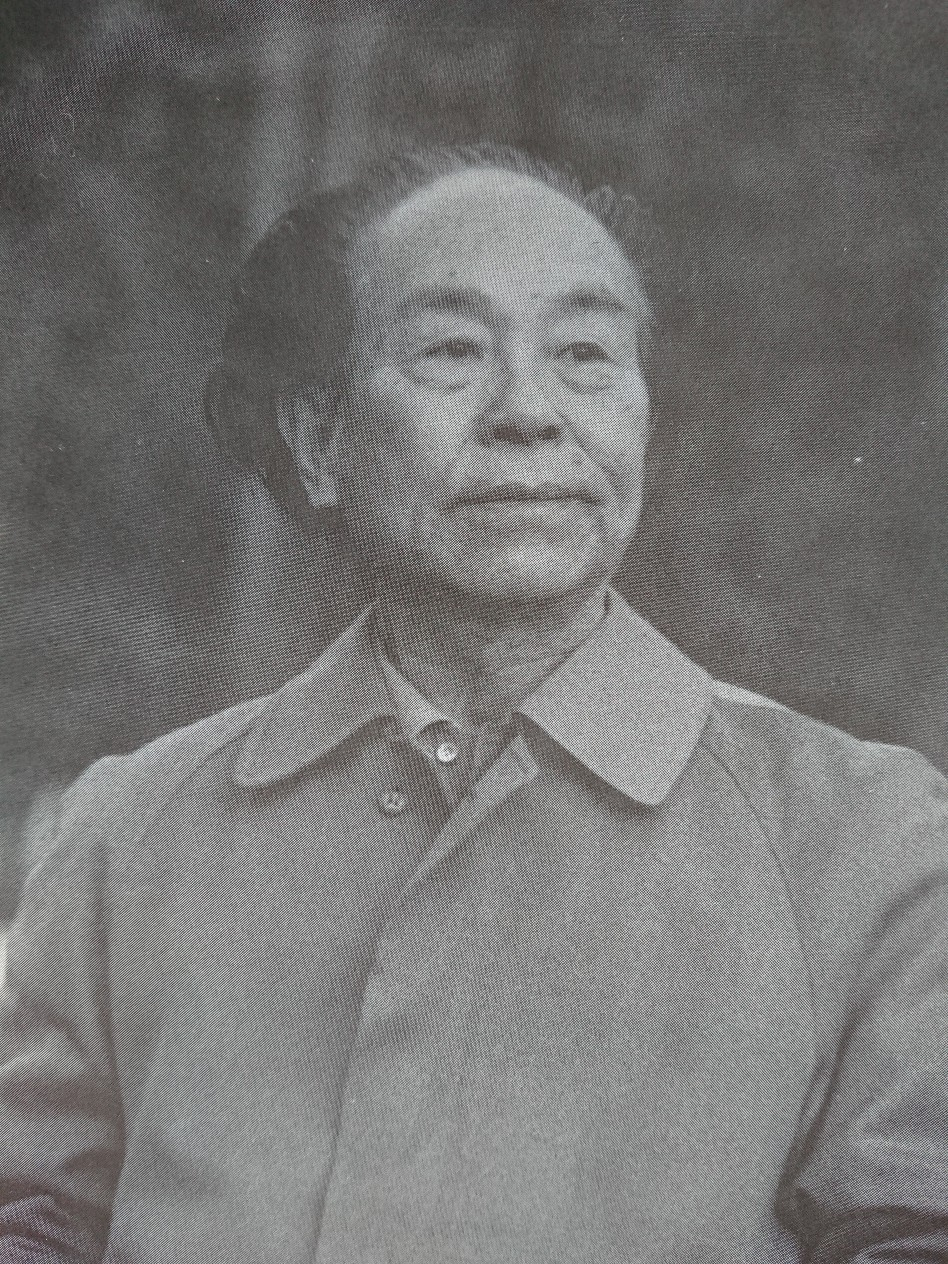
宮本旅人

## 略歴
1907年（明治40年）8月31日に熊本県菊池郡菊陽町で生まれる。熊本第二師範学校、県青年学校教員養成所卒。
甲佐青年学校教諭を一年間勤めた後上京、作家、作詞家活動に入った。著書には「古賀政男芸術大観」「中山晋平伝・歌謡山脈」、歌集「流離」、映画原作「男対男」「風呂たき大将」などがある。
創作活動は多面に亘っていたが、大きく分けると、短歌・レコード歌謡・小説・新聞編集・絵画の5つの分野にまとめられる。このうち中心は短歌で、短歌結社「ぬはり社短歌会」に加入したのが二〇才の昭和三年であり、亡くなる昭和五七年まで半世紀余の間、時々中断された時期もあったが、ほゞ一貫して投稿してきた。
このように短歌を縦糸としているが、他方、時代に応じて多彩な横糸が織込まれている。大づかみに時代区分すると、次の五期に区分できる。
①短歌の時代（昭和二年～昭和七年）
昭和二年(二〇才)に熊本県立第二師範学校を卒業後、瀬田西部小学校の教員になると、大津町の仲間と共に歌誌「韮」を創刊して、本格的に短歌作品を発表する。翌昭和三年二月には、設立されて間もない短歌結社「ぬはり社」に加入している。そして同年五月に熊本歌話会にも属する。
　代表作　処女歌集『流離』
②レコードの時代（昭和八年～昭和一四年）
昭和八年に文筆家になるべく、教員を辞して上京し、昭和一〇年に「思ひ出す時」でレコード界にデビュー。以後四年余の間に、テイチク、キング、ポリドール、タイヘイ等のレコード会社から、歌謡曲・・等を二百曲以上発表する。
　代表作　「旅姿三人男」、「里恋峠」
③小説および実話の時代（昭和一五年～昭和三五年）
昭和一五年に満州に渡り、 満鉄機関紙「協和」の編集記者、更に大日本雄弁会講談社の特派作家になる。戦後も引き続き講談社・光文社等から、小説・実話物等を「キング」「婦人倶楽部」 「少年クラブ」「幼年クラブ」、「少年」「少女」、「読切俱楽部」「実話雑誌」等に発表し、その中から単行本になったもの、映画化されたものもいくつかある。
　代表作　小説「男対男」　 （映画名「命も恋も」)
④新聞・雑誌編集の時代（昭和三六年～昭和四五年）
昭和三六年に、埼玉県農協経済連の嘱託となり、「埼玉県経済連新聞」を企画・編集・発行する。昭和三九年に「歌謡新地図」を創刊し、四二年まで続ける。
　代表作　雑誌「埼玉県の農家日記」
⑤絵画の時代(昭和四五年～昭和五七年)
この時期には、再び様々な創作活動に入り、歌集「流転」の出版、小説「中山晋平伝・歌謡山脈」の新聞連載、歌謡小誌「火の国歌謡」の創刊と続く。中でも油絵に時間をさくことが多くなり、趣味の範囲を超えて、晩年は「新洋画会」に加盟するなどかなり傾倒する。
　代表作　小説「中山晋平伝・歌謡山脈」
1982年（昭和57年）9月13日に千葉県白井市の白井中央病院 で「心筋梗塞」のため75歳で死去。

## 主な業績

### 作詞

#### 歌謡曲
| 曲名                 | 歌手名               | 作曲者名     | 作詞年度     | レコード会社 |
| 想い出す時や         | 林 伊三緒            | 服部良一     | 昭和11年6月  | ニットー     |
| 爪弾小唄             | 喜代丸               | 片岡志行     | 昭和11年9月  | タイヘイ     |
| 街の相棒             | 二村定一             | 平岡照章     | 昭和11年10月 | キング       |
| 若い二人が           | 近衛八郎・井口小夜子 | 田村しげる   | 昭和11年11月 | キング       |
| 加留多くずし         | 美ち奴               | 大村能章     | 昭和12年1月  | テイチク     |
| パパママソング       | 悦ちゃん             | 鈴木哲夫     | 昭和12年2月  | テイチク     |
| 呑気な床屋           | 竹内龍夫             | 片岡志行     | 昭和12年3月  | タイヘイ     |
| 恋のSOS              | 奥田英子             | 佐藤富房     | 昭和12年5月  | テイチク     |
| こんな妾に誰がした   | 喜代丸               | 長津義司     | 昭和12年5月  | タイヘイ     |
| 恋慕船歌             | 楠木繁夫             | 大久保徳二郎 | 昭和12年7月  | テイチク     |
| 山の凱歌             | 藤山一郎             | 堀内好男     | 昭和12年8月  | テイチク     |
| 曇り後晴             | 楠木繁夫・奥田英子   | 大久保徳二郎 | 昭和12年8月  | テイチク     |
| 銀座八丁             | 藤山一郎             | 佐藤富房     | 昭和12年9月  | テイチク     |
| 別れの街角           | 近衛八郎             | 北村輝       | 昭和12年9月  | テイチク     |
| 晴れの首途に         | 美ち奴               | 佐渡暁夫     | 昭和12年10月 | テイチク     |
| 暁けゆく空           | 藤山一郎             | 堀内好男     | 昭和12年11月 | テイチク     |
| 駆けろ荒鷲           | 藤山一郎             | 佐渡暁夫     | 昭和12年12月 | テイチク     |
| 皇国の妻             | 奥田英子             | 佐渡暁夫     | 昭和12年12月 | テイチク     |
| 誉れの白袴           | 藤山一郎             | 佐渡暁夫     | 昭和12年12月 | テイチク     |
| 沙漠の進軍           | 藤山一郎             | 佐渡暁夫     | 昭和12年12月 | テイチク     |
| 勝って兜の緒をしめよ | 美ち奴               | 宮脇春夫     | 昭和13年1月  | テイチク     |
| 手向けの花           | 藤山一郎             | 佐渡暁夫     | 昭和13年3月  | テイチク     |
| 娘々まつり           | 由利あけみ           | 前川進       | 昭和13年4月  | テイチク     |
| エジプト夜曲         | 藤山一郎             | 佐渡暁夫     | 昭和13年5月  | テイチク     |
| 蒼茫の下に           | 藤山一郎             | 山下五郎     | 昭和13年5月  | テイチク     |
| 紙上対面             | 美ち奴・古賀久子     | 鈴木哲夫     | 昭和13年5月  | テイチク     |
| 鎌倉武士             | 楠木繁夫             | 宮脇春夫     | 昭和13年6月  | テイチク     |
| 花婿の言葉           | ディックミネ         | 佐渡暁夫     | 昭和13年7月  | テイチク     |
| がっちり貯金         | 美ち奴・杉狂児       | 鈴木哲夫     | 昭和13年8月  | テイチク     |
| 旅姿三人男           | ディックミネ         | 鈴木哲夫     | 昭和13年8月  | テイチク     |
| 陣中お国自慢         | 杉狂児               | 佐渡暁夫     | 昭和13年9月  | テイチク     |
| 軍国綴方教室         | 田村しげる           | 樋口静雄     | 昭和13年12月 | キング       |
| 高粱たいて           | 塩まさる             | 橋本成美     | 昭和13年12月 | キング       |
| 橋は僕らが担いでいる | 樋口静雄             | 細川潤一     | 昭和13年12月 | キング       |
| 故郷の新聞           | 塩まさる             | 細川潤一     | 昭和14年1月  | キング       |
| 国境の乗合馬車       | 秩父晴夫             | 木村武彦     | 昭和14年3月  | タイヘイ     |
| 若いチャイナさん     | 杉狂児               | 鈴木哲夫     | 昭和14年3月  | テイチク     |
| 戦場の花             | 松島詩子             | 島田逸平     | 昭和14年3月  | キング       |
| 僕の武勇伝           | 杉狂児               | 佐渡暁夫     | 昭和14年4月  | テイチク     |
| 想い出のパレホ       | 松山映子             | 島田逸平     | 昭和14年5月  | キング       |
| 帰らう帰らう漢口へ   | 三原純子・高橋文夫   | 木村武彦     | 昭和14年5月  | タイヘイ     |
| 大陸の花嫁           | 喜代丸               | 飯田三郎     | 昭和14年7月  | タイヘイ     |
| 里恋峠               | 田端義夫             | 陸奥明       | 昭和14年9月  | ポリドール   |
| 懐しのヴィオロン     | 藤山一郎             | 奈良敦夫     | 昭和15年1月  | テイチク     |
| 上海ラプソディー     | 轟夕起子             | 斉藤潔       | 昭和15年6月  | テイチク     |
| 南京よいとこ         | 林 伊三緒            | 島田逸平     | 昭和15年8月  | キング       |
| アリラン悲歌         | 津村謙               | 上原げんと   | 昭和26年1月  | キング       |
| なつかしの満州       | 阿部徳               | 大海栄一     | 昭和38年2月  | ニホンスター |

#### 童謡
| 曲名               | 歌手名     | 作曲者名 | 作詞年度     | レコード会社 |
| ほたる             | 本居若葉   | 本居長世 | 昭和7年7月   | ビクター     |
| てるてる坊主       | 高城日出子 | 定方雄吉 | 昭和11年11月 | キング       |
| おさるとらっきょう | 滝口裕子   | 山口保治 | 昭和12年1月  | キング       |
| 海軍の兄さん       | 武田玲     | 平岡照章 | 昭和12年4月  | テイチク     |
| 良寛さま           | 増田登志子 | 玉山英光 | 昭和12年12月 | テイチク     |
| こけしのふるさと   | 高石かつ枝 | 大海栄一 | 昭和39年11月 | ニホンスター |

#### 歌曲
| 曲名             | 歌手名                 | 作曲者名   | 作詞年度     | レコード会社 |
| 深渕             |                        | 古関裕而   | 昭和10年7月  |              |
| 日向賛歌         |                        | 古関祐而   | 昭和36年3月  |              |
| 初恋             |                        | 平井康三郎 | 昭和39年11月 |              |
| 春燈             |                        | 鈴木林蔵   | 昭和42年10月 |              |
| カヤノ平の赤い花 | 伊藤あつし             | 八洲秀章   | 昭和45年11月 | ビクター     |
| 義烈空挺隊賛歌   |                        | 渡辺岳夫   | 昭和45年12月 |              |
| 長かりし流転の歌 |                        | 古関祐而   | 昭和51年11月 |              |
| 荒城の町         | 橋本一郎               | 細川潤一   | 昭和54年4月  | キング       |
| 岩井賛歌         | ザ・ブレッスン・フォー | 森岡賢一郎 | 昭和55年5月  | キング       |

#### 民謡
| 曲名         | 歌手名             | 作曲者名   | 作詞年度     | レコード会社 |
| 姉ヶ崎音頭   | 湯山光三郎         | 細川潤一   | 昭和11年7月  | オーゴン     |
| 秋田おばこ   | 美ち奴             | 島田逸平   | 昭和12年7月  | テイチク     |
| 杖立小唄     | 菊太郎             | 宮本旅人   | 昭和22年4月  | テイチク     |
| えびの小唄   | 島倉千代子         | 古関裕而   | 昭和36年3月  | コロンビア   |
| さぼてん囃子 | コロムビア・ローズ | 古関裕而   | 昭和36年3月  | コロンビア   |
| 木島平民宿節 | 伊藤あつし         | 八洲秀章   | 昭和45年11月 | ビクター     |
| 岩井音頭     | 春日八郎           | 森岡賢一郎 | 昭和55年5月  | キング       |
| 愛林音頭     | 前田百代           | 渡辺岳夫   | 昭和56年3月  | オリオン     |

#### 校歌
| 曲名                 | 歌手名     | 作曲者名 | 作詞年度    | レコード会社 |
| 姉ヶ崎農業実科学校歌 | 湯山光三郎 | 細川潤一 | 昭和11年7月 | オーゴン     |
| 八千代台東小学校校歌 |            | 古関裕而 | 昭和48年2月 |              |
| 鎮西高校柔道部闘魂歌 |            | 古関裕而 | 昭和51年7月 |              |
| 白井高等学校校歌     |            | 古関裕而 | 昭和57年1月 |              |

### 映画
- 「ふろたき大将」　東映（石橋蓮司主演）　昭和29年
- 「命も恋も」　　　日活（葉山良二主演）　昭和34年
- 「清水次郎長」　　フジテレビ　　　　　   昭和46年

### 絵画
| タイトル                 | 展示場所                         | 制作年度 |
| 菜の花畑                 | 茨城県北茨城市磯原町野口雨情会館 | 昭和55年 |
| 花岡山夜景               | 熊本県熊本市菊陽町役場           | 昭和56年 |
| 幻想里美八犬伝・伏姫岩屋 | 千葉県安房郡富山町役場           | 昭和57年 |
| 生駒高原のコスモス       | 千葉県船橋市航空自衛隊本部       | 昭和57年 |

## 著書
| タイトル                                    | 出版元                 | 刊行年度 |
| 古賀政男芸術大観                            | シンフオニー楽譜出版社 | 昭和13年 |
| レコード芸術入門 : 作詞家・作曲家・流行歌手 | シンフオニー楽譜出版社 | 昭和14年 |
| 穴居兵営                                    | 満州書籍配給社         | 昭和18年 |
| シベリアのターザン、デルスウ・ウザーラ      | 養徳社                 | 昭和25年 |
| レコード歌手入門                            | 鹿鳴社                 | 昭和26年 |
| 男対男                                      | 山ノ手書房             | 昭和31年 |
| 灯をともす少年たち                          | 山ノ手書房             | 昭和32年 |
| 旋風一代                                    | 雄文社                 | 昭和32年 |
| 空手剛柔流                                  | 雄文社                 | 昭和32年 |
| 惚れたって駄目ヨ 旅姿三人男                 | 全音楽譜出版社         | 昭和36年 |
| 牛島辰熊・黒帯風雲録                        | 雄文社                 | 昭和50年 |
| 古賀政男芸術大観（改定版）                  | 新興楽譜出版社         | 昭和53年 |
| 中山晋平伝・歌謡山脈                        | ブイツーソリューション | 令和２年 |

## 宮本旅人の関連歌碑
１．旅姿三人男歌碑
所在地：静岡県静岡市清水区南岡町３－８　梅蔭禅寺
２．長かり流転の旅（古関裕而作曲）歌碑
所在地：  熊本県菊池郡菊陽町大字久保田2800番地 菊陽町役場 　    　
３．八千代台東小学校校歌（古関裕而作曲）歌碑 所在地：千葉県八千代市八千代台東２－５－１
４．火の国小唄（山口白陽作詞・中山晋平作曲）歌碑 ：１９７７年１０月３０日に宮本旅人が建立する。 所在地：熊本県熊本市花岡山公園 